# Episodi di Casualty (nona stagione)
La nona stagione della serie televisiva Casualty è stata trasmessa in anteprima nel Regno Unito da BBC One tra il 17 settembre 1994 e il 25 marzo 1995.
| nº | Titolo originale         | Titolo italiano | Prima TV UK       | Prima TV Italia |
| -- | ------------------------ | --------------- | ----------------- | --------------- |
| 1  | Blood's Thicker          |                 | 17 settembre 1994 |                 |
| 2  | First Impressions        |                 | 24 settembre 1994 |                 |
| 3  | Keeping It in the Family |                 | 1º ottobre 1994   |                 |
| 4  | Chasing the Dragon       |                 | 9 ottobre 1994    |                 |
| 5  | Love and Affection       |                 | 15 ottobre 1994   |                 |
| 6  | Negative Equity          |                 | 22 ottobre 1994   |                 |
| 7  | A Breed Apart            |                 | 29 ottobre 1994   |                 |
| 8  | In the Black             |                 | 5 novembre 1994   |                 |
| 9  | Crossing the Line        |                 | 12 novembre 1994  |                 |
| 10 | Only the Lonely          |                 | 19 novembre 1994  |                 |
| 11 | The Facts of Life        |                 | 10 dicembre 1994  |                 |
| 12 | Under the Weather        |                 | 17 dicembre 1994  |                 |
| 13 | Talking Turkey           |                 | 24 dicembre 1994  |                 |
| 14 | End of the Road          |                 | 14 gennaio 1995   |                 |
| 15 | Learning Curve           |                 | 21 gennaio 1995   |                 |
| 16 | Stitching the Surface    |                 | 28 gennaio 1995   |                 |
| 17 | Heartbreak Hotel         |                 | 4 febbraio 1995   |                 |
| 18 | Trials and Tribulations  |                 | 11 febbraio 1995  |                 |
| 19 | Out of Time              |                 | 18 febbraio 1995  |                 |
| 20 | Branded                  |                 | 25 febbraio 1995  |                 |
| 21 | Exiles                   |                 | 4 marzo 1995      |                 |
| 22 | Nobody's Perfect         |                 | 11 marzo 1995     |                 |
| 23 | Not Waving But Drowning  |                 | 18 marzo 1995     |                 |
| 24 | Duty of Care             |                 | 25 marzo 1995     |                 |